# 6568 Serendip
A 6568 Serendip (ideiglenes jelöléssel 1993 DT) a Naprendszer kisbolygóövében található aszteroida. Ueda Szeidzsi és Kaneda Hirosi fedezte fel 1993. február 21-én.